# Tödliche Absichten
Tödliche Absichten (Mother’s Boys) ist ein US-amerikanischer Thriller von Yves Simoneau aus dem Jahr 1994. Das Drehbuch von Richard Hawley und Barry Schneider beruht auf einem Roman von Bernard Taylor.

## Handlung
Robert Madigan und seine drei Kinder werden eines Tages von Roberts Ehefrau Judith verlassen. Sie hinterlässt keine Nachricht, die ihr Vorgehen erklären würde.
Nach drei Jahren hält die Familie Judith für tot. Sie kommt zurück und will das frühere Leben weiterführen. Robert, der Colleen Harland heiraten will, beantragt die Scheidung. Es kommt zum Gerichtsprozess, Judith redet Harland vor ihren Kindern schlecht. Später wird Harland von Judith angegriffen. Judiths Mutter Lydia versucht, ihre Tochter aufzuhalten.

## Kritiken
Desson Howe spottete in der Washington Post vom 16. April 1994, Hollywood brauche keine guten Drehbuchautoren, sondern einen Exorzisten für die Fülle der Charaktere mit Besessenheit. Lydia hätte ihrer Tochter raten sollen, den „schlechten Film“ besser zu machen.
Das Lexikon des internationalen Films schrieb, die Geschichte sei unglaubwürdig, das Regiekonzept sei mangelhaft und lasse den Darstellern keine Möglichkeit der Entfaltung. Das „Porträt einer Rabenmutter“ sei „psychologisch unausgereift“.

## Hintergrund
Der Film spielte in den Kinos der USA ca. 874.000 US-Dollar ein.